# Ooencyrtus caribeus
Ooencyrtus caribeus är en stekelart som beskrevs av John S. Noyes 1985. Ooencyrtus caribeus ingår i släktet Ooencyrtus och familjen sköldlussteklar. Inga underarter finns listade i Catalogue of Life.